# 허장회
허장회(許壯會, 1954년 6월 15일~)는 대한민국의 바둑 기사이다. 그의 친형 허성회 아마추어 5단이과 부인 박화신이다. 
1977년에 입단하였으며, 18기 왕위전 준우승, 1990년 7단, 1996년 8단, 2003년에 9단으로 승단하였다. 서울 도봉구의 허장회바둑도장을 운영하여 명조련사로 불렸다. 이용찬과 박정상, 강지성, 염정훈 등의 바둑 기사를 배출 했다. 2018년 전문기사직에서 은퇴했다.